# Gongylosciadium falcarioides
Gongylosciadium es un género monotípico de plantas perteneciente a la familia Apiaceae. Su única especie: Gongylosciadium falcarioides K.Koch, es originaria de Turquía.

## Taxonomía
Gongylosciadium falcarioides fue descrita por (Bornm. & H.Wolff) Rech.f. y publicado en Flora Iranica 162: 308. 1987.
Sinonimia
- Falcaria falcarioides (Bornm. & H.Wolff) H.Wolff	 basónimo [3]